# تشارلي ساغار
تشارلي ساغار (بالإنجليزية: Charlie Sagar)‏ هو لاعب كرة قدم بريطاني (وحمل سابقاً جنسية المملكة المتحدة لبريطانيا العظمى وأيرلندا) في مركز الهجوم، ولد في 28 مارس 1878 في لانكشر في المملكة المتحدة، وتوفي في 4 ديسمبر 1919 في بولتن في المملكة المتحدة. شارك مع منتخب إنجلترا لكرة القدم. أما مع النوادي، فقد لعب مع مانشستر يونايتد ونادي بوري وAtherton F.C. ‏ والرابطة الحادية عشر لكرة القدم ‏ وHaslingden F.C. ‏.

## وصلات خارجية
- تشارلي ساغار على موقع قاعدة بيانات كرة القدم.إي يو (الإنجليزية)
- تشارلي ساغار على موقع ناشيونال فوتبول تيمز (الإنجليزية)